# Somogyi-Tóth Dániel
Somogyi-Tóth Dániel (Budapest, 1981. március 11. –) magyar karmester, orgonaművész.

## Életútja
A Bartók Béla Konzervatóriumot zongora és zeneszerzés szakon végezte el, majd 2006-ban diplomázott a Liszt Ferenc Zeneművészeti Egyetem karmester és orgona szakán Gál Tamás, Ligeti András és Lehotka Gábor növendékeként. 2007–2011 között a Békés Megyei Szimfonikus Zenekar művészeti vezetője és karmestere volt. 2009 óta a Budapesti Operettszínház állandó vendégkarmestere. 2010–2011 között a Pécsi Nemzeti Színház operakarmestere volt, majd megpályázta a debreceni hivatásos együttesek igazgatói posztját. 2011 májusa óta a Kodály Filharmónia Debrecen igazgató-művészeti vezetője. 2012 áprilisa óta a Csokonai Színház zeneigazgatója.

### Munkássága
Működése nyomán a zenekar átfogó szakmai, financiális és szervezeti megújuláson ment keresztül, nézőszámát a többszörösére növelte és ekkor került a zenekar szakminisztérium által támogatott szimfonikus együttesek körébe. Olyan meghatározó produkciók fűződnek a nevéhez, mint a Bajadér, a Mario és a varázsló bemutatója vagy a teátrum nemzetközi turnéi. Munkája során a Kodály Filharmónia Debrecen nézőszáma megtöbbszöröződött, az intézmény bérleteseinek száma nyolcszorosára, bérlet-bevétele tízszeresére nőtt, a város hivatásos együttesei, a Kodály Filharmonikusok Debrecen és a Kodály Kórus Debrecen rangos hazai és nemzetközi produkciók rendszeres résztvevőiként töltik be feladatukat. Rendszeresen koncertező orgonaművész, a Filharmónia Magyarország szólistája. Karmesterként vagy szólistaként olyan helyszíneken lépett fel, mint a zürichi Tonhalle, a pekingi National Centre of Performing Arts, a müncheni Gasteig vagy a Tel Aviv-i Opera és olyan világhírű művészekkel dolgozott együtt, mint Nigel Kennedy, Sir Neville Marriner, Jurij Szimonov, Ligeti András, Miklósa Erika, Bobby McFerrin vagy az Orchestre de la Suisse Romande.
19 éves kora óta működnek saját vállalkozásai. A 2000-es évek elején a magyarországi légifelvétel-piac liberalizálásában játszott úttörő szerepet, közel 1000 repült óra során készített légifelvételeit a www.legifotok.hu oldalon és két albumban (Mint a madár, Well Press kiadó 2003 és Égi Ritmusok, InterBooks kiadó 2005) publikálta. Öccsével, Somogyi-Tóth Péterrel közös cégüket, a Skyart Kft.-t 2010-ben hozták létre, mely többek közt a Wizz Air légitársaság médiakommunikációjában játszik kulcsszerepet. 2011-ben megalapította a Légiközlekedési Kulturális Központ Közhasznú Nonprofit Kft.-t, melynek édesapjával, Somogyi-Tóth Gáborral együtt ügyvezetője. A szervezet a Budapest Airport Zrt. és a Közlekedési Múzeum szerződött partnereként működteti és fejleszti a Liszt Ferenc Nemzetközi Repülőtér látogatóközponti funkcióit és az Aeropark repülőmúzeumot. Az Aero Klub Hajdúszoboszló vitorlázórepülője, az iho.hu/repules szakportál társalapítója.

## Díjai
- Príma-díj (2008)
- Dévaványa város díszpolgára
- Kritikusok díja (2012)